# Дудник Наталія Вадимівна
Наталія Вадимівна Дудник (нар. 25 березня 1955, Миколаїв) — українська майстриня художнього ткацтва та педагог, член Національної спілки майстрів народного мистецтва України з 1993 року, голова Миколаївського обласного осередку Національної спілки майстрів народної творчості України з 1996 року, заслужений майстер народної творчості України (2006).

## Життєпис
Після закінчення середньої школи з 1973 до 1992 року пропрацювала на миколаївському конденсаторному заводі «Ніконд».
З 1992 до 1996 року керувала студією народних ремесел при Миколаївському обласному будинку творчості учнів, була викладачем художнього ткацтва школи народної майстерності при Миколаївському осередку Національної спілки майстрів народної творчості України.

## Творчість
Створює рушники, плахти, сорочки.
Вироби зберігаються у Миколаївському краєзнавчому музеї.

## Участь у виставках
З 1991 року бере участь у всеукраїнських художніх виставках.